# Witteugelprinia
De witteugelprinia (Prinia inornata) is een zangvogel uit de familie Cisticolidae. De soort werd in 1832 wetenschappelijk beschreven door William Henry Sykes, een luitenant-kolonel in het Britse leger in India.

## Verspreiding en leefgebied
Deze soort komt voor in het zuidoosten van Azië en telt tien ondersoorten:
- P. i. terricolor: van oostelijk Afghanistan en Pakistan tot noordelijk India en zuidwestelijk Nepal.
- P. i. fusca: van Nepal en noordoostelijk India tot zuidwestelijk Myanmar.
- P. i. blanfordi: noordelijk, centraal en oostelijk Myanmar, noordwestelijk Thailand en westelijk Yunnan (zuidelijk China).
- P. i. extensicauda: van noordelijk en oostelijk Yunnan tot oostelijk China, noordelijk Indochina.
- P. i. herberti: van zuidelijk Myanmar tot centraal en zuidelijk Indochina.
- P. i. flavirostris: Taiwan.
- P. i. inornata: centraal en zuidoostelijk India.
- P. i. franklinii: zuidwestelijk India.
- P. i. insularis: Sri Lanka.
- P. i. blythi: Java.

## Status
De grootte van de populatie is niet gekwantificeerd maar de soort wordt omschreven als algemeen. Op de Rode lijst van de IUCN heeft deze soort de status niet bedreigd.